# Wiktor Iwtschenko
Wiktor Ilarionowytsch Iwtschenko (ukrainisch Віктор Іларіонович Івченко, * 22. Oktoberjul. / 4. November 1912greg. in Bohoduchiw, Gouvernement Charkow, Russisches Kaiserreich; † 6. September 1972 in Rostow am Don, Oblast Rostow, Russische SFSR) war ein ukrainisch-sowjetischer Filmregisseur.

## Leben
Wiktor Iwtschenko schloss 1937 sein Studium an der Nationalen Universität für Theater, Film und Fernsehen in Kiew ab. Im Jahr 1941 schloss er sich der KPdSU an. Von 1937 bis 1952 war er Direktor des Marija-Sankowezka-Schauspielhauses in Lwiw. Ab 1953 war er Direktor der Dowschenko-Filmstudios in Kiew. Ab 1960 war er Dozent an der Universität für Theater, Film und Fernsehen in Kiew. Iwtschenko starb am 6. September 1972, nachdem er in Rostow auf der Suche nach neuen Filmlocations erkrankte.
Zu Iwtschenkos erfolgreichsten Filmen gehören Marinas Schicksal, der bei den Internationalen Filmfestspielen von Cannes 1954 nominiert war, Iwanna, der 30 Millionen Kinozuschauer hatte und beim Allunionsfilmfestival in Minsk 1960 einen Preis erhalten hat und Chrezvychainoe proisshestvie, der mit 47,4 Millionen Kinozuschauern das Jahr 1958 zum erfolgreichsten Jahr der Dowschenko-Filmstudios machte.

## Auszeichnungen
- Volkskünstler der Ukrainischen SSR (1960)[1]
- Leninorden[1]
- Taras-Schewtschenko-Preis (1967)[5]

## Filmografie
- 1954: Nazar Stodolya
- 1954: Marinas Schicksal
- Est takoy paren (1956)
- Piraten vor Taiwan (1958)
- Chrezvychainoe proisshestvie (1958)
- Iwanna (1959)
- Der silberne Trainer (Serebryanyy trener) (1963)
- Lesnaya pesnya (1963)
- Gadyuka (1965)
- Der zehnte Schritt (1967)
- Padayushchiy iney (1969)